# Tobias Nyström
Tobias "Tobbe" Nyström, född 10 juni 1973, död 19 november 2019, var en svensk dansbandsmusiker, låtskrivare och musikproducent. Han var åren 1985–2012 keyboardist i det svenska dansbandet Wahlströms och var en av medlemmarna som grundade bandet 1985. Han har skrivit låtar till bland andra Wahlströms, Barbados, Elisa's, Fernandoz, Kindbergs och Roger Pontare. 
År 2004 blev han tilldelad Guldklaven i kategorin "Årets keyboardist" och 2015 utgav han soloalbumet En modig man.